# 생물학자 목록
다음은 생물학자들의 목록이다.

## A-Z
- 에드워드 O. 윌슨 (1929)
- J. B. S. 홀데인 (1892–1964)
- J.L.B. 스미스 (1897–1968)

## ㄱ
- 가이우스 플리니우스 세쿤두스 (23–79)
- 거티 코리 (1886–1957)
- 게오르크 빌헬름 슈텔러 (1709–1746)
- 게오르크 포르스터 (1754–1794)
- 권터 블로벨 (1936)
- 그레고어 멘델 (1822–1884)
- 기무라 모토 (1924–1994)

## ㄴ
- 노먼 볼로그 (1914)
- 니콜라스 틴베르헌 (1907–1988)
- 니콜라이 바빌로프 (1887–1943)
- 니콜라이 프르제발스키 (1839–1888)

## ㄷ
- 다이앤 포시 (1932–1985)
- 데이비드 H. 허블 (1926)
- 데이비드 더글라스 (1799–1834)
- 데이비드 볼티모어 (1938)
- 도네가와 스스무 (1939)

## ㄹ
- 라차로 스팔란차니 (1729–1799)
- 레나토 둘베코 (1914–2012)
- 레오나르도 다 빈치 (1452–1519)
- 레이철 카슨 (1907–1964)
- 레지널드 이네스 포콕 (1863–1947)
- 로널드 피셔 (1890–1962)
- 로버트 브라운 (1773–1858)
- 로버트 브룸 (1866–1951)
- 로버트 포춘 (1813–1880)
- 로버트 훅 (1635–1703)
- 로베르트 바라니 (1876–1936)
- 로베르트 코흐 (1843–1910)
- J. 로빈 워런 (1937)
- 로저 울컷 스페리 (1913–1994)
- 로절린드 프랭클린 (1920–1958)
- 루돌프 야코프 카메라리우스 (1665–1721)
- 루돌프 피르호 (1821–1902)
- 루서 버뱅크 (1849–1926)
- 루이 아가시 (1807–1873)
- 루이 파스퇴르 (1822–1895)
- 뤼크 몽타니에 (1932)
- 리처드 도킨스 (1941)
- 리처드 액설 (1946)
- 리처드 오언 (1804–1892)
- 리타 레비몬탈치니 (1909)
- 린 마굴리스 (1938)
- 린다 B. 벅 (1947)

## ㅁ
- 마르첼로 말피기 (1628–1694)
- 마사 체이스 (1927–2003)
- 마저리 래티머 (1907–2004)
- 마티아스 야코프 슐라이덴 (1804–1881)
- 마틴 로드벨 (1925–1998)
- 막스 델브뤽 (1906–1981)

## ㅂ
- 바버라 매클린톡 (1902–1992)
- 발터 플레밍 (1843–1905)
- 배리 마셜 (1951)
- 배리 볼턴 (1802–1879)
- 베르나르도 우사이 (1887–1971)
- 벤 바레스 (1955)
- 빌헬름 요한센 (1857–1927)

## ㅅ
- 산티아고 라몬 이 카할 (1852–1934)
- 살바도르 에드워드 루리아 (1912–1991)
- 샤를 루이 알퐁스 라브랑 (1845–1922)
- 샤를 리셰 (1850–1935)
- 셀먼 에이브러햄 왁스먼 (1888–1973)
- 스탠리 코헨 (1922)
- 스티븐 제이 굴드 (1941–2002)
- 시드니 브레너 (1927)
- 시드니 올트먼 (1939)

## ㅇ
- 아르망 다비드 (1826–1900)
- 아리스토텔레스 (384 BC–322 BC)
- 아서 콘버그 (1918–2007)
- 아우구스트 바이스만 (1834–1914)
- 아우구스트 크로그 (1874–1949)
- 아치볼드 비비언 힐 (1886–1977)
- 안톤 판 레이우엔훅 (1632–1723)
- 알렉산더 폰 미덴도르프 (1815–1894)
- 알렉산더 폰 훔볼트 (1769–1859)
- 알렉산더 플레밍 (1881–1955)
- 알렉산드르 오파린 (1894–1980)
- 알렉시 카렐 (1873–1944)
- 알바르 굴스트란드 (1862–1930)
- 알브레히트 코셀 (1853–1927)
- 알시드 도르비니 (1802–1857)
- 앙드레 르보프 (1902–1994)
- 앨프리드 뉴턴 (1829–1907)
- 앨프리드 러셀 월리스 (1823–1913)
- 앨프리드 셔우드 로머 (1894–1973)
- 앨프리드 허시 (1908–1997)
- 얀 잉엔하우스 (1730–1799)
- 에두아르트 슈트라스부르거 (1844–1912)
- 에드거 에이드리언 (1889–1977)
- 에드워드 B. 루이스 (1918–2004)
- 에드워드 드링커 코프 (1840–1897)
- 에른스트 마이어 (1904–2005)
- 에른스트 하르테르트 (1859–1933)
- 에른스트 헤켈 (1834–1919)
- 에릭 F. 위샤우스 (1947)
- 에릭 캔들 (1929)
- 에밀 테오도어 코허 (1841–1917)
- 에티엔 조프루아 생틸레르 (1772–1844)
- 엔델 툴빙 (1927)
- 엘리 메치니코프 (1845–1916)
- 엘리자베스 블랙번 (1948)
- 오스니얼 찰스 마시 (1831–1899)
- 오타 도모코 (1933)
- 오토 프리츠 마이어호프 (1884–1951)
- 요제프 게르하르트 추카리니 (1797–1848)
- 요한 볼프강 폰 괴테 (1749–1832)
- 월터 로스차일드 (1868–1937)
- 윈스턴 처칠 (1831–1881)
- 윌리엄 도널드 해밀턴 (1936–2000)
- 율리우스 폰 작스 (1832–1897)
- 이래즈머스 다윈 (1731–1802)
- 이반 파블로프 (1849–1936)

## ㅈ
- 자크 모노 (1910–1976)
- 자크 쿠스토 (1910–1997)
- 장바티스트 라마르크 (1744–1829)
- 장앙리 파브르 (1823–1915)
- 존 "잭" 호너 (1946)
- 제1대 뱅크스 준남작 조지프 뱅크스 (1743–1820)
- 제럴드 에덜먼 (1929)
- 제인 구달 (1934)
- 제임스 D. 왓슨 (1928)
- 제임스 러브록 (1919)
- 조너스 소크 (1914–1995)
- 조르주 퀴비에 (1769–1832)
- 뷔풍 (1707–1788)
- 조안 러프가든 (1946)
- 조지 로버트 그레이 (1808–1872)
- 조지 쇼 (생물학자) (1751–1813)
- 조지 에밀 펄레이드 (1912)
- 조지 워싱턴 카버 (1860–1943)
- 조지 월드 (1906–1997)
- 조지 C. 윌리엄스 (1926)
- 조지프 돌턴 후커 (1817–1911)
- 조지프 레이디 (1823–1891)
- 존 굴드 (1804–1881)
- 존 메이너드 스미스 (1920–2004)
- 존 뮤어 (1838–1914)
- 존 스티븐스 헨슬로 (1796–1861)
- J.E. 그레이 (1800–1875)
- 존 에클스 (1903–1997)
- 존 제임스 오듀본 (1786–1851)
- 존 화이트 (c. 1756–1832)
- 줄리어스 액설로드 (1912–2004)
- 줄리언 헉슬리 (1887–1975)
- 쥘 보르데 (1870–1961)

## ㅊ
- 찰스 다윈 (1809–1882)
- 찰스 대븐포트 (1866–1944)
- 찰스 스콧 셰링턴 (1857–1922)
- 찰스 워터턴 (1782–1865)
- 최재천

## ㅋ
- 카를 에른스트 폰 베어 (1792–1876)
- 카를 폰 프리슈 (1886–1982)
- 카를루스 샤가스 (1879–1934)
- 카밀로 골지 (1843–1926)
- 칼 워즈 (1928–2012)
- 칼 퍼디낸드 코리 (1896–1984)
- 칼 페테르 툰베리 (1743–1828)
- 칼 폰 린네 (1707–1778)
- 캐리 멀리스 (1944)
- 콘라트 게스너 (1516–1565)
- 콘라트 로렌츠 (1903–1989)
- 크레이그 벤터 (1946)
- 크리스티아네 뉘슬라인폴하르트 (1942)
- 클로드 베르나르 (1813–1878)

## ㅌ
- 테오도시우스 도브잔스키 (1900–1975)
- 테오도어 슈반 (1810–1882)
- 테오프라스토스 (372 BC – 287 BC)
- 템플 그랜딘 (1947)
- 토르스텐 비셀 (1924)
- 토머스 스탬퍼드 래플스 (1781–1826)
- 토머스 헌트 모건 (1868–1945)
- 토머스 헨리 헉슬리 (1825–1895)
- 트로핌 리센코 (1898–1976)

## ㅍ
- 파라켈수스 (1493–1541)
- 파울 에를리히 (1854–1915)
- 프란체스코 레디 (1626–1697)
- 프랑수아 자코브 (1920)
- 프랜시스 크릭 (1916–2004)
- 프레더릭 그리피스 (1879–1941)
- 프리드리히 뢰플러 (1852–1915)
- 필리프 프란츠 폰 지볼트 (1796–1866)

## ㅎ
- 하워드 플로리 (1898–1968)
- 핸스 애돌프 크레브스 (1900–1981)
- 헨리 월터 베이츠 (1825–1892)
- 후고 폰 몰 (1805–1872)
- 휘호 더프리스 (1848–1935)

## 같이 보기
- 노벨 생리학·의학상 수상자 목록